# Seckauer Margaretenlegende

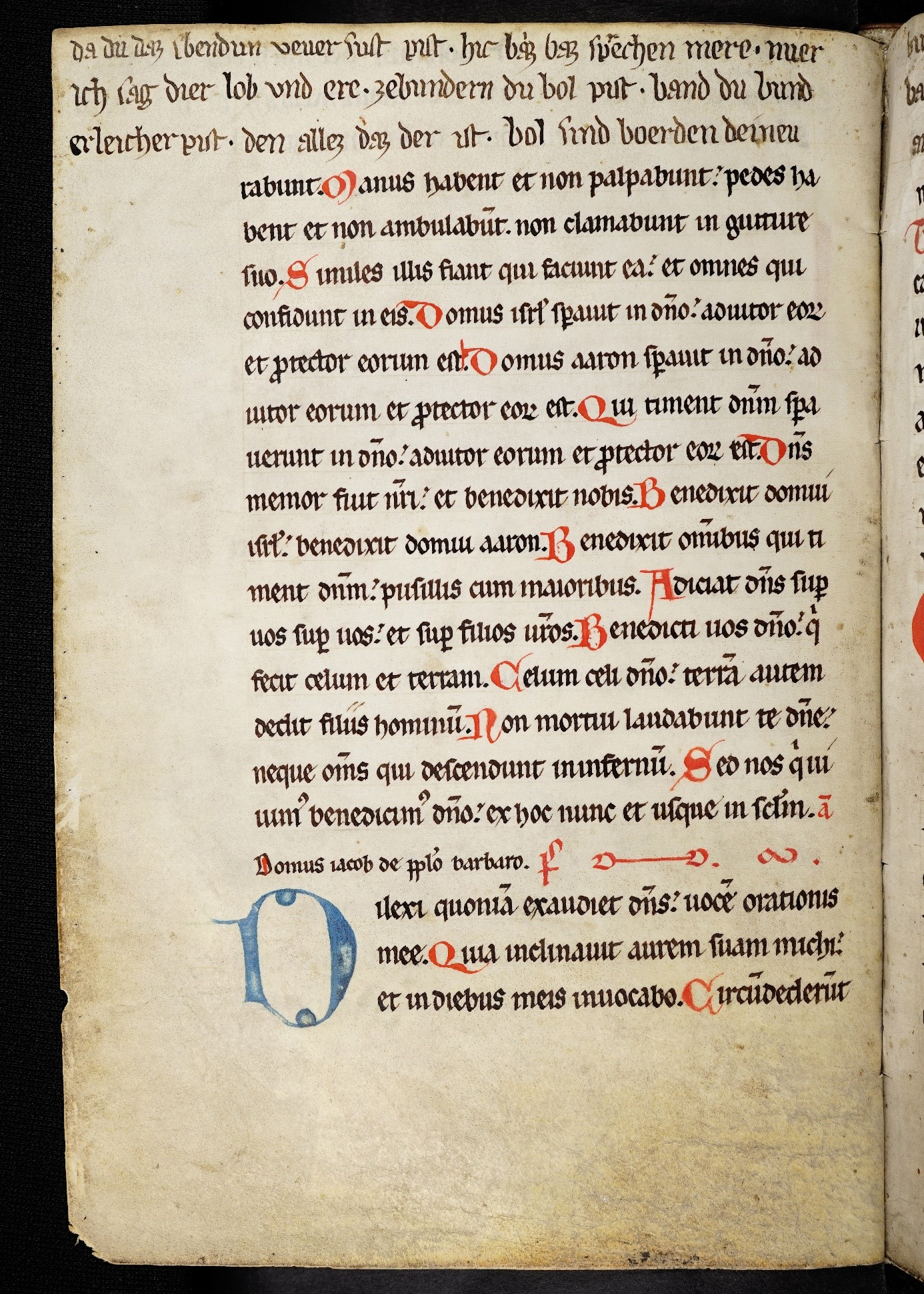
Eine Seite der Handschrift (UBG Ms 781, fol. 72v); oben ein Abschnitt der dreizeilig nachgetragenen Margaretenlegende, darunter Psalm 115 in Latein

Bei der Seckauer Margaretenlegende (auch Grazer Margaretenlegende), die in der Handschrift Ms. 781 der Universitätsbibliothek Graz auf den Blättern 71v–110r in den ersten drei Zeilen überliefert ist, handelt es sich um eine selbstständige Neubearbeitung der Lebens- und Leidensgeschichte der heiligen Margareta von Antiochien in einfacher mittelhochdeutscher Sprache. Sie wurde im 14. Jahrhundert in Seckau nachträglich aufgezeichnet.

## Die heilige Margareta von Antiochien
Margareta, die im Osten vor allem unter dem Namen Marina bekannt ist, war eine heilige Jungfrau und Märtyrerin, die im 4. Jahrhundert unter Kaiser Diokletian ihr Martyrium erlitt. Zu ihrer Person liegen keine historischen Belege vor, einzig eine legendarische Leidensgeschichte eines gewissen Theotimos ist bekannt. Diese Passio war die Grundlage vieler weiterer lateinischer und volkssprachlicher Bearbeitungen in Prosa und Vers.

## Überlieferungs- und Gebrauchssituation
Diese Legende wird nach dem Ort ihrer Entstehung Seckauer Margaretenlegende genannt und ist in der Handschrift Ms. 781, die in der Grazer Universitätsbibliothek aufbewahrt wird, unikal überliefert, weshalb dieser Text in Fachkreisen auch unter dem Namen ‚Grazer Margaretenlegende‘ bekannt ist. Die Handschrift Ms. 781 ist ein lateinischer Psalter auf Pergament aus dem 13. Jahrhundert mit 175 Blättern. Die Legende hingegen wurde am Beginn des 14. Jahrhunderts auf den Blättern 71v–110r nachträglich auf dem oberen freien Rand dreizeilig in mittelhochdeutscher Sprache aufgezeichnet. Auch auf den übrigen Seiten des Psalters sind oben in gleicher Weise volkssprachliche Legenden eingetragen.
Die Entscheidung, den freien, dekorativen Platz zur Niederschrift des Textes zu verwenden, um diesen zu bewahren, zeigt, welche Bedeutung dieser Legende zugekommen sein muss. Der Umfang dieser volkssprachlichen Legende lässt darauf schließen, dass es sich hierbei um keine Zufallserscheinung handelt. Neben der Margaretenlegende enthält die Handschrift Ms. 781 den Text Unser vrouwen hinvart von Konrad von Heimesfurt (Blätter 1r–70v) und das Grazer Marienleben (Blätter 110v–172v).
Möglicherweise wurde die Legende im Chorfrauenkonvent bei Tisch vorgelesen, um sie auch den lese- und schreibunkundigen Ordensschwestern zugänglich zu machen. Der Prolog richtet sich an Frauen und Männer, möglicherweise wurde der Text einem größeren Publikum in der Kirche bzw. an einem Feiertag öffentlich vorgeführt.
Zur Zeit der Entstehung dieser Legende erlebte der Margaretenkult im Raum nördlich der Alpen seine Hochblüte.

## Inhalt
Die Legende gibt in einfacher Sprache das Leben und Sterben der heiligen Margareta wieder. Dabei behält der prosaische Legendentext, dem eine Vorrede in Versen vorangestellt ist, größtenteils die Darstellung der apokryphen Lebensbeschreibung bei. Die Vorrede besteht aus 30 Versen und der Prosatext füllt etwa sechs Buchseiten. Im Text findet man alle Elemente einer typischen Heiligenlegende: „Prolog, Kindheitserzählung, Widerstand gegen das Heidentum, Kampf mit dem Teufel, Martyrium, Tod, Himmelfahrt, postmortale Wunder und abschließendes Gebet“.
Die in der älteren Forschung vertretene Meinung, dass die Legende von einer Schreiberin im Seckauer Chorfrauenkonvent verfasst worden war, wurde erst durch die jüngsten Studien von Thomas Csanády, der in Seckau kein eigenes Frauenskriptorium zur Entstehungszeit der Legende annimmt, widerlegt. Aus diesem Grund gilt heute die Annahme, dass es sich bei dem Verfasser um zwei Chorherren handelt, als die wahrscheinlichere. Als relativ sicher gilt zudem, dass es sich um dieselbe Hand handelt, die auch in der Grazer Handschrift 1501 Nachträge vorgenommen hat.

### Prolog (fol.71v-fol.74r)
Der Ich-Erzähler bekennt seine Schuld, bittet um Vergebung derselben und darum, vom Heiligen Geist erfüllt und inspiriert zu werden, um so Gottes große Taten rühmen zu können. Der Erzähler preist Gottes Namen und sein Wirken und Walten. Im Anschluss daran beruft er sich auf ein Buch, auf das er nicht näher eingeht, als seine Quelle. Zudem wird die heilige Margareta als äußerst willensstarke Frau charakterisiert und das Publikum direkt angesprochen. Den Abschluss der Vorrede bildet die Bitte des Ichs, die Männer durch diesen Text zu bessern und zu läutern:
| Getorst ich vor meiner missetate              | Trotz meiner Sünden                                  |
| wie gern ich herregot dich pete               | möchte ich es wagen, dich, Herrgott, zu bitten,      |
| daz du durch willen des trauten sunes dein    | dass du um deines geliebten Sohnes willen            |
| vergebest der grozzen schulde mein            | meine große Schuld vergibst                          |
| vnd mir sandest deinen trost gaist            | und mir deinen erbauenden Geist sendest,             |
| der aller guete ist vollaist                  | der erfüllt ist von unermesslicher Barmherzigkeit,   |
| der mich weis und lere                        | sodass er mich lehrt und leitet,                     |
| daz da herre sei dein lob vnd dein ere        | damit dir, Herr, Lob und Ehre zuteilwerden.          |
| manichvaltich ist herre dein gevalt           | Deine Macht, Herr, ist gewaltig                      |
| vil groz ist dein guete. du wis mein genist   | und deine Güte ist riesengroß. Sei du meine Rettung, |
| da du daz swendun veuer sust pist             | der du der Weg aus den Flammen bist.                 |
| ic waiz waz sprechen mere                     | Ich vermag nichts Besseres zu tun,                   |
| imer sag ich dir lob und ere                  | als dir Lob und Ehre auszusprechen.                  |
| zewundern du wol pist                         | Du bist wahrhaftig vollkommen,                       |
| wand du wunderleicher pist                    | da du auf wundersame Weise wirkst                    |
| den allez daz der ist                         | in allem, was existiert.                             |
| wol sind worden deineu wunder schein          | Deine Wundertaten offenbarten sich                   |
| an ainem vil hailigen magedein                | an einem heiligen Mädchen,                           |
| gehaizzen war si margarete                    | welches Margarete genannt wurde.                     |
| got si vil holden here                        | Sie war Gott vollkommen ergeben,                     |
| vol schain daz daran                          | was sich an all dem zeigte,                          |
| als ich andern purch vernomen han             | was ich in einem Buch erfahren habe.                 |
| wande si truch mannes mut                     | Sie verfügte über die Willenskraft eines Mannes,     |
| doch ez manegen man nicht daucht gut          | was jedoch so manchem Mann missfiel.                 |
| vie daz allez sei dergang                     | Wie sich das alles genau zutrug,                     |
| daz vernemet wol, weib und man,               | das erfahrt ihr nun, Frauen und Männer.              |
| nu freu sich weibes guete                     | Erfreuen möge sich nun die wohlgesinnten Frauen,     |
| daz under in funden sei ain so starch gemuete | dass sich unter ihnen ein so starkes Wesen fand.     |
| gepezzert sein dapei die man,                 | Geläutert werden sollen dabei die Männer!            |
| gotesnamen so heb wir an                      | In Gottes Namen beginnen wir nun.                    |

### Prosatext (fol.74r-fol.110r)
Am Anfang der Legende wird auf diverse christliche Märtyrer Bezug genommen. In diesem Zusammenhang wird erwähnt, dass andere Menschen den Versuchungen des Teufels nicht widerstehen konnten und unterschiedlichen Göttern dienten:
| Nach der marter und nach der vrstende                                             | Um des Opfertodes und der Auferstehung                                                   |
| unsers heren iesu christi                                                         | unseres Herrn Jesus Christus willen                                                      |
| und nach seiner lobleichen aufferte                                               | und zu Ehren seiner ruhmvollen Auffahrt                                                  |
| hin zu himel zu got vater almechtigen indes namen manige martere wurden gemartert | in den Himmel zu Gott Vater wurden im Namen des Allmächtigen zahllose Märtyrer gemartert |
| vnd uberwunden die welt                                                           | und das Irdische überwunden,                                                             |
| und die vlesichere dannoch pehabten                                               | der Leib aber blieb dennoch erhalten.                                                    |
| iedoch de tobbait des tieudels vil manigen menschen                               | Durch die Raserei des Teufels jedoch verfielen zahlreiche Menschen dazu,                 |
| daz si die abgot unhoernten und stumigen                                          | dass sie die Götzenbilder, die sie nicht erhören und die stumm                           |
| und plinten und mit der hant des menschen gemachten anpeten                       | und blind und von der Hand des Menschen gemacht worden waren, anbeteten                  |
| und den opherten                                                                  | und ihnen opferten                                                                       |
| deu in selben noch andern iemen frumten                                           | was weder ihnen noch anderen jemals nützte.                                              |

Der Ich-Erzähler gibt seinen Namen „Theodim“ preis und seine Absicht, das Martyrium der heiligen Margareta zu verbreiten und zu bekennen. Eine schriftliche Grundlage für diese Legende wird erwähnt, aber ohne Nennung der Quelle. Die Zuhörer werden zur Bereitschaft aufgefordert, durch die bewusste Beschäftigung mit dem Text die Seele zu reinigen und zu heilen.
Es folgt die Legende: Die heilige Margareta ist die Tochter des heidnischen Patriarchen Theodosius, der heidnische Götter anbetet. Margareta wird in Antiochia nach dem frühen Tod der Mutter von Ammen im christlichen Glauben erzogen, womit der Vater nicht einverstanden ist. Im Alter von zwölf Jahren wird sie von Gott als seine Dienerin auserwählt, zur Zeit einer Christenverfolgung in Antiochia. Deren Anführer Olibrius verliebt sich in Margareta und will sie zu seiner Ehefrau machen. In ihrem Gebet bittet Margareta Gott um Stärke im Glauben und darum, dass ihre Seele unbefleckt bleibt. In bildreicher Sprache vergleicht sie ihren Verführer mit einem reißenden Wolf und einem hinterlistigen Vogelfänger und sich selbst mit einem Schaf, einem Vogel und einem Reh im Netz. Olibrius erfährt, dass Margareta eine Christin ist, lässt sie wütend vorführen und verhört sie. Margareta bekennt ihren christlichen Glauben, worauf sein Zorn wächst und er sie in den Kerker werfen lässt. Er legt ihr nahe, sich den heidnischen Göttern zuzuwenden und seine Ehefrau zu werden. Er droht ihr den Tod an, falls sie seinen Wünschen nicht nachkommt.
Margareta lehnt mehrfach ab und weigert sich, vom gewählten Weg der Wahrheit und der Jungfräulichkeit abzuweichen. Sie wird gefoltert. Sie bleibt jedoch standhaft und beruft sich darauf, dass Olibrius ihren Körper, nicht aber ihre Seele verwunden könne. Sie preist Gott mehrfach im Gebet und bittet um Vertrauen auf das ewige Leben, um Unterstützung im Kampf gegen das Böse und darum, anderen Mädchen und Frauen ein nachahmenswertes Beispiel zu sein.
Olibrius bittet sie darum, nun endlich vom christlichen Glauben abzulassen und lässt sie zurück in den Kerker bringen, wo sie wieder betet. Plötzlich erscheint ein riesiger furchterregender Drache, der sie bei lebendigem Leib verschlingt. Während sie der Drache hinunterschluckt, bekreuzigt sich das Mädchen, reißt so den Drachen entzwei und bleibt selbst unverletzt. Anschließend sieht sie den Teufel. Sie kniet nieder und bittet Gott um Erlösung von ihren Feinden. Daraufhin bittet der Teufel sie um Gnade und Barmherzigkeit. Sie stellt ihren Fuß auf den Kopf des Teufels und teilt ihm ihren Entschluss mit, eine Braut Christi zu sein. Nach diesen Worten erscheint ein helles Licht im Kerker. Der Heilige Geist, der Margareta offene Himmelspforten prophezeit, setzt sich in Form einer Taube auf das Kreuz, das ebenfalls im Kerker erscheint.
Margareta wird erneut verhört und wiederum mit verschiedenen Methoden gefoltert, was sie im Gebet erträgt. Nachdem sie in einem Fass ertränkt werden soll, bittet sie Gott um eine Reinigung durch dieses Wasser, wie sie in der Taufe geschieht, und ruft den Heiligen Geist an. Mit einem gewaltigen Erdbeben erscheint der Heilige Geist in Form einer Taube, krönt Margareta mit einer goldenen Krone und löst ihre Fesseln. Sie preist Gott und dankt ihm. Eine Stimme aus dem Himmel verkündet ihr die Einladung in den Himmel. Zeitgleich bekehren sich 5000 Männer, Frauen und Kinder, die allerdings von Olibrius enthauptet werden. Auch Margareta soll enthauptet werden. Ihr Henker bittet sie um ihr Gebet, da er Christus und Engel um sie herum sieht.
In einem letzten Gebet verspricht Margareta jedem, der von ihrem Martyrium liest oder hört oder zu ihrer Ehre eine Kerze anzündet, von allen Sünden freigesprochen zu werden. Fälschlicherweise Verurteilte sollen von den Qualen der Hölle befreit sein, wenn sie an sie denken. Auch Menschen, die ihr eine Kirche weihen oder ihr Martyrium verbreiten, sollen von ihren Sünden befreit werden. Sie verspricht Gebärenden gesunde Kinder und allen Schutz vor bösen Geistern. Ein lauter Donner erschallt und eine Stimme, die verkündet, dass Margaretas Gebet erhört und sie von Christus und seinen Engeln im Himmel empfangen werde. Margareta bittet ihren Henker, sie schnell hinzurichten, auf seine Bitte hin betet sie für ihn zu Gott. Nach ihrer Hinrichtung versammeln sich Engel um ihren leblosen Körper, um ihn zu bewachen. Es nähern sich auch Kranke, die durch eine Berührung ihres Körpers sofort genesen, sowie Besessene, die von ihren Dämonen befreit werden. Am 12. Juli bringen die Engel Margaretas Seele Gott preisend in den Himmel und alle, die von diesem Martyrium hören oder lesen, sollen auf Margaretas Hilfe vertrauen, da sie von nun an eine Fürsprecherin der Menschen bei Gott sein werde.

## Charakteristika und Bedeutung des Textes
Es handelt sich um die „früheste deutschsprachige Prosa-Auflösung der Margaretenlegende“ sowie um eine „bewusste nachträgliche Erweiterung und Abwandlung“ beziehungsweise um eine „selbstständige Neubearbeitung auf der Grundlage diverser Quellen“.
Sprachlich fallen vor allem der schlichte Stil und die einfache, prosaische Sprache auf. Die vielen Redepassagen (Dialoge, inklusive der Gebete oder Engels-/Himmelsstimmen), die das Memorieren des Textes wesentlich erleichtert haben, nehmen etwa zwei Drittel des gesamten Textes ein und verstärken den szenischen Eindruck.
Die essentiellen Details und Inhalte der Lebens- und Leidensgeschichte Margaretas sind im Text realisiert, dennoch lassen sich zusätzliche Abänderungen (z. B. Einführung von Rittern) finden, die dem Legendentext zum Zeitpunkt seiner Entstehung hohe Aktualität verleihen.
Das Motiv der Verschlingung durch den Drachen wird in der legenda aurea nur als apokryph (=zweifelhaft) angesehen, außerdem wird die Szene mit dem Drachen weitaus breiter ausgestaltet als in der legenda aurea.
Wenig Zweifel besteht in der Forschung darüber, dass hinter dieser Neudichtung ein „weibliches Textbegehren“ steht, weshalb auch eine Autorin vorstellbar ist, die aber möglicherweise bei einem Seckauer Kanoniker bei der Beschaffung von Quellen und bei der Aufzeichnung Unterstützung fand. Laut neueren Forschungserkenntnissen ist ein weibliches Skriptorium zur Zeit der Textentstehung in Seckau nicht wahrscheinlich, außerdem nimmt man an, dass die Texte und Handschriften Besitzstücke von Frauen waren, die sich für ein Leben im Kloster entschieden, weshalb die Texte vermutlich auch nicht im Seckauer Kloster entstanden.
Die Seckauer Margaretenlegende trug durch die Besonderheiten in ihrer Darstellung erheblich zur Verbreitung und damit auch zur Verehrung der heiligen Margareta bei.

## Margaretenfenster in Ardagger
Eine bildliche Umsetzung dieser volkssprachlichen Legende findet sich in der Stiftskirche Ardagger in Niederösterreich, die für ihr „Margaretenfenster“ bekannt ist. Dieses entstand im 13. Jahrhundert und ist bis auf wenige Änderungen (Reihenfolge der einzelnen Bilder, neuer Abschluss) auch heute noch fast vollständig erhalten.